# فريديريك رو
فريديريك رو (بالفرنسية: Frédéric Roux)‏ (27 يونيو 1973 في نانسي) لاعب كرة قدم فرنسي معتزل كان يجيد اللعب في مركز حارس مرمى .

## المسيرة الرياضية
بدأ رو مسيرته الرياضية في نادي نانسي سنة 1995 ثم انتقل بعقد إعارة لموسم 1999-2000 إلى نادي شاتورو وبعدها انتقل إلى نادي بوردو حيث ساهم في الفوز ببطولة كأس الدوري الفرنسي موسم 2001-2002 . في سنة 2006 انتقل إلى نادي أجاكسيو وفي السنة التالية انتقل إلى نادي ليون حيث ساهم في الفوز ببطولة دوري الدرجة الأولى للموسم السابع على التوالي على الرغم من عدم مشاركته في أي مباراة رسمية .

## روابط خارجية
- فريديريك رو على موقع قاعدة بيانات كرة القدم.إي يو (الإنجليزية)
- فريديريك رو على موقع ليكيب (الفرنسية)
- فريديريك رو على موقع عالم كرة القدم.نت (الإنجليزية)